# Grand Theft Auto IV: The Lost and Damned
Grand Theft Auto IV: The Lost and Damned è la prima delle due espansioni del videogioco d'azione Grand Theft Auto IV. È stata originariamente pubblicata in tutto il mondo il 17 febbraio 2009 esclusivamente per Xbox 360; le versioni per PlayStation 3 e PC Windows sono state pubblicate negli Stati Uniti il 13 aprile 2010 e in Europa il 16 aprile dello stesso anno. L'espansione è in vendita sul marketplace di Xbox Live, PlayStation Network e su Steam e in supporto fisico insieme alla successiva espansione The Ballad of Gay Tony nel disco Grand Theft Auto: Episodes from Liberty City. È inoltre in vendita, sempre in supporto fisico, in Grand Theft Auto IV: The Complete Edition, che include anche Grand Theft Auto IV e Grand Theft Auto IV: The Ballad of Gay Tony.

## Trama

### Ambientazione
The Lost and Damned è ambientato nello stesso luogo di Grand Theft Auto IV: la metropoli fittizia di Liberty City (basata su New York) e il limitrofo stato di Alderney (basato sul New Jersey). A differenza di quanto non accadeva invece nel gioco originale, l'intera mappa diviene già esplorabile dopo aver completato la prima missione. La storia di The Lost and Damned è contemporanea a quella del gioco base e della seconda espansione The Ballad of Gay Tony.

### Storia
Nel 2008, Billy Grey, presidente della gang di motociclisti dei Lost MC, viene accolto nuovamente dai suoi compagni dopo essere stato dimesso da un centro di riabilitazione per tossicodipendenti, luogo nel quale era stato ammesso dopo aver evitato il carcere per accuse di spaccio e aggressione. Nonostante il vicepresidente Johnny Klebitz e i suoi amici più fidati, Jim Fitzgerald, Terry Thorpe, Clay Simons ed Angus Martin, siano pronti a rimettersi in affari per conto della gang, Billy preferisce invece rompere una tregua che Johnny aveva mantenuto per anni con la gang rivale degli Angels of Death. Inizia quindi una feroce guerra tra bande di strada tra i due club di motociclisti con numerosi attacchi e morti da ambedue le parti. Quando Jason Michaels, un membro della banda, viene ucciso a Broker, Billy incolpa gli Angels of Death della sua morte nonostante l'assenza di prove concrete (Jason è stato infatti ucciso da Niko Bellic sotto commissione della mafia russa di Hove Beach) e fa bruciare la loro clubhouse per vendetta. Johnny, già riluttante, diviene dubbioso della natura degli ordini di Billy dopo averlo visto rubare dell'eroina dopo l'attacco insieme al segretario della banda, Brian Jeremy.
Più tardi, Billy incarica Johnny di supervisionare un affare relativo all'eroina rubata insieme a Niko Bellic e Playboy X per conto della spacciatrice di Bohan Elizabeta Torres. L'affare va a monte quando il compratore si rivela essere un poliziotto, ma Johnny riesce comunque a fuggire con la droga. Più tardi, Johnny aiuta anche il politico corrotto Thomas Stubbs III nella sua campagna di rielezione, con l'uomo che promette di ricambiare il favore in futuro. In seguito, il tesoriere della banda e migliore amico di Johnny, Jim Fitzgerald, rivela che l'eroina rubata apparteneva alla Triade e consiglia di restituirla. Billy accetta, ma si accorda segretamente con la Triade per far uccidere Johnny e Jim. Nel caos che ne segue, i due abbandonano la droga (che viene recuperata dalla Triade) e Billy viene nuovamente arrestato.
Johnny riassume il ruolo di presidente del club, ma deve fare i conti con Brian, ancora fedele a Billy e che lo ritiene responsabile del suo arresto. Coinvolto in una lotta intestina contro Brian, il club si ritrova a corto di denaro. Per riguadagnarlo, Johnny svolge diversi lavori per conto di Elizabeta insieme a Malc e DeSean, due membri della gang degli Uptown Riders. Inoltre, aiuta la sua ex-ragazza tossicodipendente Ashley Butler a ripagare i suoi debiti con il mafioso russo Dimitri Rascalov rapendo su sua commissione Roman Bellic, il cugino di Niko.
Alla fine, Johnny riesce a porre fine alla guerra intestina uccidendo Brian, che aveva localizzato grazie all'aiuto di Ray Boccino, caporegime della famiglia mafiosa dei Pegorino. In cambio, Ray lo incarica di rubare un carico di diamanti che sta per venire acquistato da "Gay" Tony Prince, proprietario di un night club di Algonquin, per poi nasconderlo in dei sacchi dell'immondizia perché gli uomini di Ray possano recuperarlo. Benché il furto vada a buon fine, lo scambio con il Sindacato ebraico va a monte a causa della guardia del corpo di Tony, Luis Lopez. Nella sparatoria che ne segue, Johnny riesce a fuggire con i due milioni di dollari del pagamento, venendo però catturato insieme a Jim da Ray. I due riescono a fuggire, ma Johnny scoprirà più tardi che Jim è stato ucciso (a sua insaputa proprio da Niko, sottocommissione dello stesso Ray).
Con la gang ormai indebolita, Johnny viene visitato da Stubbs. Questi spiega che, benché Boccino non rappresenti più una minaccia poiché tenuto sotto stretto controllo dai federali, Billy ha intenzione di patteggiare con la polizia per incastrare lui e i Lost per spaccio di droga, entrando nel programma protezione testimoni. Pur di impedire a Billy di testimoniare contro la gang con i federali, Johnny assalta il penitenziario statale di Alderney assieme a Terry, Clay e altri membri dei Lost facendosi largo tra innumerevoli guardie e poliziotti nel carcere, in una pioggia di proiettili ed esplosioni sino a raggiungere Billy, il quale stava provando a fuggire dopo aver accoltellato una guardia. L'ex presidente dei Lost verrà quindi ucciso da Johnny.
Ritornati alla clubhouse, i membri della banda la trovano quasi completamente distrutta. I Lost non sapranno mai se a saccheggiare il loro luogo di ritrovo siano stati gli uomini di Ray Boccino come atto di ritorsione per il furto del loro denaro da parte di Johnny, oppure i loro rivali di sempre, gli Angels of Death, che hanno approfittato dell'assenza di tutti i principali membri della banda dei Lost di Alderney per irrompere nella loro casa. Ad ogni modo, alla vista della loro clubhouse distrutta e riflettendo sul tradimento di Billy e Brian, i Lost realizzeranno quanto in basso la loro gang fosse caduta e di come non valesse più la pena di continuare a mantenere in piedi il loro Motorcycle Club. Pertanto, Johnny, Terry, Clay ed Angus decideranno di bruciare l'edificio, consci di come i Lost di Alderney fossero ormai giunti alla fine. Dopo la conclusione del gioco Johnny dirà ad Angus di voler prendere le distanze da chiunque abbia conosciuto in passato, ma di voler continuare a garantire il suo supporto economico alla vedova e al figlio di Jim.

## Personaggi

### Johnny Klebitz
Jonathan "Johnny" Klebitz è il protagonista di The Lost and Damned. È il vicepresidente del set più importante dei Lost, i Lost Brotherhood MC di Alderney. È stato capo dei Lost durante il periodo in cui Billy Grey, il presidente, era stato arrestato per droga e aveva passato diversi anni in un centro di riabilitazione. Johnny era riuscito a sancire una tregua tra i Lost e il motorcycle club avversario degli Angels of Death, ma il suo lavoro viene vanificato dal ritorno di Billy, che vuole la guerra con la gang avversaria. Vari dissapori tra Billy e Johnny, porteranno poi al tradimento da parte di Billy, che verrà poi ucciso dallo stesso Johnny. Tale azione sancirà la fine della fratellanza di Alderney dei Lost. La moto preferita di Johnny è la Hexer. È l'unica moto di quel tipo presente a Liberty City: un classico chopper moderno con un motore 2033cc doppia camera, cambio a 6 marce e trasmissione finale a catena. Durante la normale storyline di GTA IV, Niko lo incontrò durante le missioni "Blow Your Cover" per conto di Elizabeta e "Museum Piece" per conto di Ray Boccino.
Doppiato da Scott Hill.

### The Lost Brotherhood Motorcycle Club
Chiamati semplicemente Lost MC, sono noti soprattutto per la criminalità organizzata, gare illegali di moto, spaccio e uso di stupefacenti e per le risse di strada. I Lost gestiscono anche due retrobotteghe che vendono illegalmente armi a molti criminali della città, a Broker e ad Alderney, ma non ad Algonquin dove il giro delle armi è invece in mano alla Triade. Il loro simbolo è un'aquila ad ali spiegate e la loro sigla è "TLMC". Il loro territorio principale è la zona sud di Alderney dove si trova la loro clubhouse, e la zona nord di Broker. La gang si è formata per la passione comune per le motociclette e per ribellione nei confronti della polizia corrotta della città. Con il tempo tuttavia i Lost sono diventati sempre più dei pericolosi criminali organizzati e spacciatori. I Lost sono in disaccordo con l'altro club di chopper della città: gli Angels of Death, poiché gli AOD sono razzisti, e ammettono nella loro gang solo persone della cosiddetta razza ariana. Sebbene i due club di chopper siano stati sempre avversari, c'è stata una tregua tra i Lost e gli AOD, che però è durata solo pochi anni a causa del ritorno di Billy Grey, presidente dei Lost. I membri più importanti dei Lost sono: Billy Grey, il presidente; Johnny Klebitz, il vicepresidente; "The Fitz", tesoriere e membro senior; Clay, l'addetto ai mezzi; Terry, il cerimoniere; Brian, il segretario; Jason, l'Enforcer e Angus, membro anziano della gang.

### Billy Grey
Dopo essere riuscito a farsi dimettere dalla prigione venendo trasferito in un ben più agiato centro di disintossicazione, Billy riesce facilmente a ritornare a casa per (finta) buona condotta, benché viene fatto intuire che i Lost abbiano corrotto il procuratore distrettuale del caso contro Billy, in modo da fargli avere una sentenza così poco severa, nonostante il giudice Griffith non fosse affatto d'accordo e volesse far incarcerare Billy Grey a vita per spaccio di droga ed omicidio. Tornato ad essere quindi il Presidente dei Lost, Billy segna la fine della tregua sancita da Johnny, con gli Angels of Death, per riprendere possesso della sua moto, subito dopo essere stato dimesso dal centro di disintossicazione. Inoltre a causa del suo carattere esuberante, e dei suoi eccessi con droga e alcool, Billy condurrà i Lost sempre più verso il declino, iniziando ad attirare l'attenzione del FIB (l'FBI del gioco), e della task force antidroga della polizia di Liberty a causa di un gran quantitativo di eroina, che Billy aveva deciso di rubare agli AOD. Più volte dimostrerà di non interessarsi granché al benessere dei suoi "fratelli" biker, ma solo al proprio, malgrado faccia di tutto per non darlo a vedere. In Grand Theft Auto IV: The Ballad of Gay Tony si avrà la conferma che Billy ha tradito i Lost cercando di far uccidere Johnny dalla Triade, in cambio dell'eroina rubata agli AOD della quale i Lost si volevano liberare. Billy ha cercato di far uccidere Johnny a causa dei recenti dissapori che si erano venuti a creare tra di loro riguardo a come veniva gestito il club. Billy temeva infatti che Johnny volesse mettere in discussione la sua presidenza dei Lost e prendere il suo posto. Quando Billy fallisce nell'intento di far uccidere Johnny dalla Triade, viene arrestato nuovamente, e dopo aver perso Brian Jeremy e una fazione di Lost a lui ancora fedeli, Billy minaccerà di testimoniare contro i Lost in prigione, tradendo nuovamente la gang. Verrà quindi ucciso da Johnny che irromperà nella prigione di Alderney appositamente per uccidere Billy e metterlo a tacere. La moto preferita di Billy è la Revenant. È doppiato da Lou Sumrall.

### Jim Fitzgerald
Jimmy, soprannominato "The Fitz", è il tesoriere della gang dei Lost, nonché membro senior della gang di biker, ovvero il membro più importante dopo il presidente e il vicepresidente. In giovane età ha combattuto nell'esercito dei marines ma venne congedato per qualche motivo, come veniamo a sapere da un dialogo tra i Lost. È il migliore amico di Johnny, nonché quello che gli è più leale. Sarà lui a consigliare a Johnny di prendere il controllo dei Lost, durante le due incarcerazioni di Bill. Jim ha una moglie ed un figlio, e quindi non è sempre presente alla clubhouse dei Lost, ma riesce comunque a trovare sempre tempo per i suoi "fratelli". Viene ucciso da Niko Bellic per conto di Ray Boccino ad insaputa di Johnny, che penserà che ad ucciderlo è stato semplicemente la Mafia. Johnny continuerà a sostenere economicamente la famiglia di Jimmy. La sua moto preferita è la Zombie.
La sua voce è doppiata da Chris McKinney.

### Clay Simons
Clayton è un ex soldato dell'esercito americano che spesso ha combattuto al fronte, che stanco di sentirsi una pedina sacrificabile del governo statunitense, ha deciso di congedarsi e di vivere da ribelle diventando membro dei Lost di Alderney, di cui è l'addetto ai mezzi. È il migliore amico di Terry, ed insieme a quest'ultimo sono i migliori amici di Johnny, dopo Jim. La sua moto preferita è la Diabolus.
Doppiato da Keith Randolph Smith.

### Terry Thorpe
È il cerimoniere dei Lost di Alderney, molto amico di Clay, Johnny e Jim e si occupa di rifornire diversi membri della gang di armi. In più di un'occasione menziona il fatto di essersi separato da sua moglie e doverle pagare gli alimenti. Inoltre nel databse della polizia in GTA 4 scopriamo che possiede un laboratorio di metanfetamine, che produce a scopo di spaccio. La sua moto preferita è la Diabolus come l'amico Clay. Doppiato da Joshua Burrow.

### Brian Jeremy
Un sovrappeso membro dei Lost, di cui è il segretario. Fermo sostenitore di Billy Grey, che sembra essere il suo idolo, mentre è in continuo disaccordo con Johnny, soprattutto dopo il ritorno di Grey. Quando Billy finisce di nuovo in carcere, crea una fazione contro Johnny, di sostenitori di Billy Grey creando una guerra interna tra i Lost. Viene ucciso da Johnny, Clay e Terry. In alternativa, il giocatore può scegliere di risparmiare Brian, che fuggirà via. In tal caso, è possibile incontrarlo come personaggio casuale. In questa occasione condurrà Johnny ad un'imboscata, e Johnny dovrà pertanto ucciderlo per difendersi. Anche Brian cavalca una Diabolus. La sua voce è doppiata da Adrian Martinez.

### Jason Michaels
È uno dei più giovani membri dei Lost. È l'Enforcer dei Lost, si occupa quindi dei rinforzi. Per essere stato fidanzato con Anna Faustin, figlia del pericoloso boss Russo Mikhail Faustin, Jason viene ucciso da Niko Bellic, commissionato proprio da Faustin. Billy darà invece la colpa agli Angels of Death per poter attaccare la loro club house e rubare la loro eroina. Cavalca anche lui una Diabolus.
La sua voce è doppiata da Bill Burr.

### Angus Martin
Angus è un membro di vecchia data dei Lost di Alderney, rimasto paralizzato su una sedia a rotelle a causa di un incidente in moto durante un affare svolto per Billy. Non è dunque un membro attivo della gang, ma spesso lo si vede alla club house. Inoltre chiamandolo al cellulare selezionando "Chiama" dopo aver svolto delle missioni principali, è possibile sbloccare delle telefonate nascoste inerenti alla storia principale, nelle quali Johnny si confida con Angus, e spesso gli chiederà consigli su cosa fare con la sua ex ragazza, Ashley o riguardo alla Presidenza del club dei Lost, e più volte Angus si dimostrerà saggio dandogli dei buoni consigli. Possiede inoltre una lista di moto richieste da più persone in città, ed è possibile telefonarlo anche per farsi dare un lavoro e far rubare a Johnny le moto richieste e per rivenderle facendo guadagnare parecchi soldi ai Lost MC. Prima del suo incidente Angus era il segretario dei Lost, ma attualmente il suo posto è stato preso da Brian Jeremy. Continua comunque a svolgere alcune attività da segretario nel giro delle moto rubate.
La sua voce è doppiata da Brian Tarantina.

### The Angels of Death Motorcycle Club
Chiamati anche AOD MC (le loro iniziali). Sono lo storico club di motociclisti rivale dei Lost. Sono noti soprattutto per le risse di strada, la criminalità organizzata, lo spaccio e l'uso di stupefacenti. La loro club house principale si trova sotto il ponte che collega Algonquin ad Alderney. Il loro territorio principale è tutta la zona circostante alla club house, soprattutto North Holland e la zona portuale di East Hook a Broker. Il loro simbolo è un teschio talvolta con le ossa incrociate. A differenza dei Lost, gli Angels of Death, sono noti per il loro razzismo e per la predilezione della razza ariana. Per questo motivo sono in continuo disaccordo con i Lost che invece non sono razzisti. Gli AOD hanno anche un loro sito web con scritti tutti i vari motivi per cui loro preferiscono la "razza pura", e i requisiti per diventare membro del loro club di motociclisti. Nel corso degli anni hanno sancito una tregua di non violenza con il vicepresidente dei Lost, Johnny, stabilendo che le due club house di biker, pur rimanendo avversarie non si debbano più fare guerra tra loro. Quando Billy Grey il presidente dei Lost, esce di prigione però decide di ricominciare la guerra tra Lost e gli AOD, mandando in fumo il patto di non violenza. Nel gioco non vengono mai menzionati i membri più importanti degli AOD, se non in una missione dove viene nominato un certo Joe Jon, probabilmente il loro presidente.

### Malcolm e DeSean
Malcolm e DeSean, sono due giovani membri degli Uptown Riders, la gang Hip-Hop che cavalca moto sportive e straniere, a differenza dei Lost e degli Angels Of Death che cavalcano solo Chopper Americani. Nonostante ciò, gli Uptown Riders sono in buoni rapporti con i Lost, pur non condividendo gli stessi gusti sulle moto. Per la prima volta vengono presentati a Johnny da Jim, e poi insieme a loro Johnny svolgerà delle missioni per conto di Elizabeta Torres, riguardanti affari di droga. Inoltre, Malc aiuterà Johnny a rapire Roman Bellic, per conto della Mafia Russa. Il design del personaggio di Malc sembra ispirato al defunto rapper Tupac Shakur. Doppiati da Walter T. Mudu e Craig Mums Grant.

### Ashley Butler
L'ex fidanzata, tossicodipendente di Johnny. Anche lei membro dei Lost, sebbene non attivo, si occupa di trovare criminali che potrebbero fare affari con la gang. Bill la tratta spesso come una prostituta per divertirsi e questo suscita l'ira di Johnny. Ashley inoltre sarà per breve l'amante di Ray Boccino, e farà collaborare i Lost con lui in cambio di un discreto pagamento. Lascerà poi Boccino, quando questi tenterà di far uccidere Johnny e farà uccidere Jim. A causa della droga si era indebitata con Dimitri Rascalov e la Mafia Russa, ed è per lei che Johnny dovrà rapire Roman Bellic. Alla fine del gioco Johnny taglierà i ponti con lei avendo capito che la sua dipendenza dalle droghe non sarebbe mai finita. La sua voce è doppiata da Traci Godfrey.

### Elizabeta Torres
Nota anche come Liz Torres, è una spacciatrice portoricana che gestisce il giro di cocaina di Bohan, e per breve Johnny lavorerà per lei dopo l'affare andato male per vendere l'eroina degli AOD. Paranoica e maniaca a causa della sua dipendenza dalle droghe, ha sempre la polizia alle calcagna. Johnny preleverà per lei dall'aeroporto la sua ragazza che viene da Portorico. La sua voce è doppiata da Charlie Parker.

### Niko Bellic
Il protagonista di Grand Theft Auto IV, un killer a pagamento serbo, che si occupa anche di droga e lavora saltuariamente per la Mafia facendosi un nome a Liberty City. Verrà incontrato da Johnny prima durante la missione Buyer's Market e poi in Collector's Item, la prima per Elizabeta Torres, la seconda per Ray Boccino. Sarà lui a informare Boccino che è stato Johnny a rubare i soldi dell'affare dei diamanti. Ad insaputa di Johnny, Niko ha ucciso diversi membri dei Lost, per conto di terze parti tra cui Jason Michaels e Jim Fitzgerald (solo nel GTA IV di base). Doppiato e ispirato a Michael Hollick.

### Playboy X
Trey Stewart, in arte Playboy X, è un importante spacciatore dei North Holland Hustlers, compirà una breve apparizione in Lost and Damned, nel quale si dimostrerà particolarmente diffidente di Johnny e dei Lost. Insieme a Niko Bellic e Johnny si occuperà dell'affare andato male per Elizabeta Torres riguardante l'eroina. Viene ucciso in GTA 4 da Niko, in alternativa a
Dwayne Forge. La sua voce è doppiata da Postell Pringle.

### Thomas Stubbs III
Un onorevole corrotto che si fa fare favori dalla malavita e da Johnny, ricambiandoli poi sfruttando il suo potere politico. Conosciuto semplicemente come Tom Stubbs, farà addirittura uccidere suo zio da Johnny pur di mantenere lui il potere. Coprirà poi Johnny e i Lost quando essi forzeranno la sorveglianza della prigione per uccidere Bill. La sua voce è doppiata da John Lantz.

### Ray Boccino
È un importante mafioso italiano dei Pegorino e il proprietario del ristorante Drusilla's. Sarà antipatico fin dall'inizio a Johnny per il suo carattere viscido. Commissiona a Johnny il furto di un carico di diamanti da due milioni di dollari, salvo poi fallire nel tentativo di rivenderli. Saputo del tradimento di Johnny, che si è rubato i soldi dei diamanti durante la fuga, rapirà Jim Fitzgerald, tentando di ucciderlo. Verrà successivamente ucciso da Niko Bellic per conto del suo stesso capo, Jimmy Pegorino. La sua voce è doppiata da Joe Barbara.

### Roman Bellic
All'insaputa di Johnny, è il cugino di Niko Bellic. Johnny lo rapirà insieme a Malc per saldare i debiti di Ashley con Dimitri Rascalov e la Mafia Russa. Roman si dimostrerà piuttosto facile da rapire, essendo molto impaurito vedendosi sequestrare, si dimostrerà quindi per niente simile al cugino Niko. Doppiato da Jason Zumwalt.

### Luis Lopez
Luis Fernando Lopez, è il braccio destro di "Gay" Tony. Luis è un ragazzo dominicano esperto con le armi da fuoco. Johnny e i Lost ruberanno a lui e a Tony, dei diamanti del valore di 20 milioni di dollari per conto di Ray Boccino. Luis riuscirà poi a riprenderseli, avviando una sparatoria e interrompendo le trattative di Niko e Johnny che volevano rivendere i diamanti al Libertonian. La sua voce è doppiata da Mario D'Leon.

### Gay Tony
Anthony Prince, soprannominato Gay Tony, è il mentore di Luis Lopez. Compare solo in un breve filmato, nel quale Johnny e i Lost lo metteranno in fuga insieme a Luis Lopez, per rubare i suoi diamanti. Doppiato da David Kenner

### Evan Moss
È un "amico" di Tony. Sarà lui a prendere i diamanti e a tentare una disperata fuga dai Lost, tra cui Johnny, che riusciranno a metterlo alle strette e ad ucciderlo rubando i diamanti di Tony. Doppiato da Robert Youells.

## Modalità di gioco
In questa espansione, al posto di Niko Bellic, si vestono i panni di un criminale appartenente alla gang di motociclisti dei Lost MC, Johnny Klebitz.
Il far parte di un gruppo dà al giocatore la possibilità di interagire con i propri compagni, richiedendo loro rinforzi durante le missioni, facendosi vendere armi o recapitare moto, scommettendo con loro nei giochi di carte o a braccio di ferro. Avvisandoli, si possono organizzare e disputare corse clandestine in sella alla propria custom contro altri biker, oppure scatenare guerre metropolitane con diverse gang rivali. Ogni forma di interazione con i "fratelli" biker aumenterà il rispetto, la stima e la fiducia nei propri confronti. Inoltre, sono state introdotte nuove armi, nuovi modelli di moto e nuove modalità multiplayer.

### Multigiocatore
Oltre alle modalità già presenti in GTA IV, ovvero Deathmatch, Deathmatch a squadre, Corsa GTA, Corsa e Modalità libera, in questa espansione sono presenti le seguenti nuove modalità:
- Club Business: si devono svolgere azioni criminali per far guadagnare i Lost.
- Lone Wolf Biker: un giocatore interpreta il biker Lone Wolf che deve raggiungere tutta una serie di checkpoint mentre gli altri devono ucciderlo. Il giocatore che riesce ad ucciderlo diventa Lone Wolf a sua volta.
- Chopper vs Chopper: il primo deve fuggire e raggiungere svariati checkpoint senza essere eliminato dal secondo. Un giocatore avrà in dotazione una moto e l'altro un elicottero.
- Witness Protection: una squadra speciale delle forze dell'ordine deve scortare dei testimoni attraverso varie stazioni di polizia, mentre i Lost cercano di eliminarli, colpendo il furgone o le persone durante il trasporto nelle stazioni.
- Own the City: entro un tempo limite, i Lost e gli Angels of Death combattono per il controllo di quante più zone possibile all'interno di Liberty City.

## Accoglienza
Il videogioco ha venduto, fino ad aprile 2010, un milione di copie garantendo ai produttori un incasso di circa 20 milioni di dollari.